# Cry Wolf
Cry Wolf — сингл альбому Scoundrel Days норвезького гурту a-ha, випущений 24 листопада 1986 року.

## Музиканти
- Пол Воктор-Савой (Paul Waaktaar-Savoy) (6 вересня 1961) — композитор, гітарист, вокалист.
- Магне Фуругольмен (Magne Furuholmen) (1 листопада 1962) — клавішник, композитор, вокаліст, гітарист.
- Мортен Гаркет (Morten Harket) (14 вересня 1959) — вокаліст.

## Композиції

### 7"
| #  | Назва          | Тривалість |
| -- | -------------- | ---------- |
| 1. | «Cry Wolf»     | 4:06       |
| 2. | «Maybe, Maybe» | 2:34       |

### 12"
| #  | Назва                         | Тривалість |
| -- | ----------------------------- | ---------- |
| 1. | «Cry Wolf (Extended Version)» | 8:11       |
| 2. | «Cry Wolf (Album Version)»    | 4:06       |
| 3. | «Maybe, Maybe»                | 2:34       |

## Позиції в чартах
| Рік  | Чарт                    | Найкраща позиція |
| ---- | ----------------------- | ---------------- |
| 1986 | Billboard Hot 100       | 50               |
| 1986 | Норвезький сингл-чарт   | 2                |
| 1986 | Швейцарський сингл-чарт | 27               |
| 1986 | Британський сингл-чарт  | 5                |
| 1986 | Ірландський сингл-чарт  | 4                |
| 1986 | Французький сингл-чарт  | 35               |
| 1986 | Німецький сингл-чарт    | 20               |